# Michail Alekseevič Lavrent'ev
Michail Alekseevič Lavrent'ev (in russo Михаил Алексеевич Лаврентьев?; Kazan', 19 novembre 1900 – Mosca, 15 ottobre 1980) è stato un matematico sovietico, conosciuto in particolare per i suoi lavori sulle mappe conformi, sulle equazioni differenziali alle derivate parziali e in fluidodinamica.

## Riconoscimenti
- Eroe del Lavoro Socialista
- Premio Lenin
- Medaglia d'oro Lomonosov